# Дрю Леблан
Дрю Леблан (англ. Drew LeBlanc; нар. 29 червня 1989, Дулут) — американський хокеїст, центральний нападник клубу ДХЛ «Дрезднер Айслевен». Гравець збірної команди США.

## Ігрова кар'єра
Хокейну кар'єру розпочав 2006 року в ХЛСШ виступами за клуб «Чикаго Стіл».
Шість років відіграв за команду Університету Сент-Клауд, був капітаном в останньому сезоні.
12 квітня 2013 уклав однорічну угоду з клубом НХЛ «Чикаго Блекгокс». 24 квітня 2013 дебютував у грі проти «Едмонтон Ойлерз». 19 липня 2013, як вільний агент Дрю уклав дворічний контракт з «чорними яструбами» але ці два сезони провів у фарм-клубі «Рокфорд АйсГогс». 
Після сезону 2014–15 сторони не стали продовжувати угоду. 10 липня 2015 Леблан уклав контракт з клубом ДХЛ «Аугсбург Пантерс». У березні 2017 сторони продовжили угоду.
7 липня 2023 року, як вільний агент підписав одрічну угоду з клубом «Ізерлон Рустерс».
Наразі захищає кольори клубу «Дрезднер Айслевен».
Був гравцем молодіжної збірної США, у складі якої брав участь у 4 іграх.

## Статистика

### Клубні виступи
| Сезон        | Клуб                   | Ліга         | Регулярний сезон | Регулярний сезон | Регулярний сезон | Регулярний сезон | Регулярний сезон | Плей-оф | Плей-оф | Плей-оф | Плей-оф | Плей-оф |
| Сезон        | Клуб                   | Ліга         | І                | Г                | П                | О                | ШХ               | І       | Г       | П       | О       | ШХ      |
| ------------ | ---------------------- | ------------ | ---------------- | ---------------- | ---------------- | ---------------- | ---------------- | ------- | ------- | ------- | ------- | ------- |
| 2006–07      | «Чикаго Стіл»          | ХЛСШ         | 14               | 0                | 5                | 5                | 20               | 5       | 0       | 2       | 2       | 4       |
| 2007–08      | «Чикаго Стіл»          | ХЛСШ         | 58               | 19               | 35               | 54               | 36               | 7       | 3       | 1       | 4       | 4       |
| 2008–09      | Університет Сент-Клауд | НКАА         | 38               | 8                | 7                | 15               | 20               | —       | —       | —       | —       | —       |
| 2009–10      | Університет Сент-Клауд | НКАА         | 43               | 6                | 25               | 31               | 10               | —       | —       | —       | —       | —       |
| 2010–11      | Університет Сент-Клауд | НКАА         | 38               | 13               | 26               | 39               | 18               | —       | —       | —       | —       | —       |
| 2011–12      | Університет Сент-Клауд | НКАА         | 10               | 2                | 10               | 12               | 4                | —       | —       | —       | —       | —       |
| 2012–13      | Університет Сент-Клауд | НКАА         | 42               | 13               | 37               | 50               | 14               | —       | —       | —       | —       | —       |
| 2012–13      | «Чикаго Блекгокс»      | НХЛ          | 2                | 0                | 0                | 0                | 0                | —       | —       | —       | —       | —       |
| 2013–14      | «Рокфорд АйсГогс»      | АХЛ          | 76               | 7                | 15               | 22               | 18               | —       | —       | —       | —       | —       |
| 2014–15      | «Рокфорд АйсГогс»      | АХЛ          | 41               | 4                | 2                | 6                | 8                | —       | —       | —       | —       | —       |
| 2015–16      | «Аугсбург Пантерс»     | ДХЛ          | 45               | 15               | 31               | 46               | 18               | —       | —       | —       | —       | —       |
| 2016–17      | «Аугсбург Пантерс»     | ДХЛ          | 49               | 11               | 23               | 34               | 18               | 7       | 1       | 4       | 5       | 4       |
| 2017–18      | «Аугсбург Пантерс»     | ДХЛ          | 48               | 11               | 32               | 43               | 22               | —       | —       | —       | —       | —       |
| 2018–19      | «Аугсбург Пантерс»     | ДХЛ          | 52               | 11               | 34               | 45               | 40               | 14      | 5       | 5       | 10      | 10      |
| 2019–20      | «Аугсбург Пантерс»     | ДХЛ          | 42               | 11               | 38               | 49               | 8                | —       | —       | —       | —       | —       |
| 2020–21      | «Аугсбург Пантерс»     | ДХЛ          | 38               | 10               | 20               | 30               | 22               | —       | —       | —       | —       | —       |
| 2021–22      | «Аугсбург Пантерс»     | ДХЛ          | 50               | 5                | 15               | 20               | 12               | —       | —       | —       | —       | —       |
| 2022–23      | «Аугсбург Пантерс»     | ДХЛ          | 56               | 13               | 19               | 32               | 20               | —       | —       | —       | —       | —       |
| 2023–24      | «Ізерлон Рустерс»      | ДХЛ          | 50               | 8                | 11               | 19               | 20               | —       | —       | —       | —       | —       |
| 2024–25      | «Дрезднер Айслевен»    | ДХЛ2         | 43               | 9                | 25               | 34               | 32               | 18      | 6       | 8       | 14      | 10      |
| Усього в НХЛ | Усього в НХЛ           | Усього в НХЛ | 2                | 0                | 0                | 0                | 0                | —       | —       | —       | —       | —       |
| Усього в ДХЛ | Усього в ДХЛ           | Усього в ДХЛ | 430              | 95               | 223              | 318              | 180              | 21      | 6       | 9       | 15      | 14      |

### Збірна
| Рік                | Команда            | Турнір             | Місце              | І | Г | П | О | ШХ |
| ------------------ | ------------------ | ------------------ | ------------------ | - | - | - | - | -- |
| 2007               | США                | КСЧ                | 3                  | 4 | 1 | 1 | 2 | 2  |
| 2013               | США                | ЧС                 | 3                  | 6 | 0 | 3 | 3 | 0  |
| Молодіжна збірна   | Молодіжна збірна   | Молодіжна збірна   | Молодіжна збірна   | 4 | 1 | 1 | 2 | 2  |
| Національна збірна | Національна збірна | Національна збірна | Національна збірна | 6 | 0 | 3 | 3 | 0  |